# Béline Uwineza
 (mai 2023).
Beline Uwineza est une femme politique rwandaise, actuellement membre de la Chambre des députés au Parlement du Rwanda,,,,.